# Teckningsoption
En teckningsoption är ett värdepapper som ger innehavaren rätt att köpa en nyemitterad aktie till en viss kurs under en bestämd tid. En teckningsoption används ofta som en del av ett belöningssystem där nyckelmedarbetare i ett företag kan ges rätt att under vissa förutsättningar teckna aktier i framtiden. Teckningsoptioner kan också användas som en del av en finansiell uppgörelse där en investerare som lånar ut eller på annat sätt investerar medel idag kan tilldelas teckningsoptioner som ett alternativ till lösningar med konvertibla skuldebrev.